# 4104
4104（四千百四、よんせんひゃくよん）は自然数、また整数において、4103の次で4105の前の数である。

## 性質
- 4104は合成数であり、約数は1, 2, 3, 4, 6, 8, 9, 12, 18, 19, 24, 27, 36, 38, 54, 57, 72, 76, 108, 114, 152, 171, 216, 228, 342, 456, 513, 684, 1026, 1368, 2052, 4104である。
  - 約数の和は12000。
- 765番目のハーシャッド数である。1つ前は4102、次は4108。
  - 9を基とする171番目のハーシャッド数である。1つ前は4050、次は4113。
- 4104 = 23 × 33 × 19
  - 3つの異なる素因数の積で p 3 × q 3 × r の形で表せる7番目の数である。1つ前は3672、次は4968。(オンライン整数列大辞典の数列 A179688)
- 4104 = 163 + 23 = 153 + 93
  - 4104は異なる正の数の立方数の和で2通りに表せる数である。1つ前は1729（ハーディ=ラマヌジャン数）、次は13832。(オンライン整数列大辞典の数列 A001235)
- 4104 = 183 − 123
  - 4104は異なる正の数の立方数の差で表せる（この性質は1729にはない）。
- 約数の和が4104になる数は12個ある。(1470, 2254, 2270, 2486, 2499, 2695, 2734, 3145, 3415, 3479, 3859, 3959) 約数の和12個で表せる6番目の数である。1つ前は3780、次は4560。